# Pharnacia
Pharnacia is een geslacht van Phasmatodea uit de familie Phasmatidae. De wetenschappelijke naam van dit geslacht is voor het eerst geldig gepubliceerd in 1877 door Carl Stål.

## Soorten
Het geslacht Pharnacia omvat de volgende soorten:
- Pharnacia borneensis Hennemann & Conle, 2008
- Pharnacia heros Redtenbacher, 1908
- Pharnacia kalag Zompro, 2005
- Pharnacia palawanica Hennemann & Conle, 2008
- Pharnacia ponderosa Stål, 1877
- Pharnacia sumatrana (Brunner von Wattenwyl, 1907)
- Pharnacia tirachus (Westwood, 1859)